# シュルクーフ級駆逐艦
シュルクーフ級駆逐艦（Escorteurs d'escadre de la Classe Surcouf）は、フランス海軍の駆逐艦の艦級。計画艦型番号はT-47。

## 設計
本級は、第二次世界大戦で壊滅した駆逐艦戦力再建のための戦後初の国産駆逐艦として、1949～1952年度計画で12隻が建造された。次世代空母の直衛などを想定した艦隊護衛艦であり、他の欧州諸国の駆逐艦よりも大型とされた。そのコンセプトを含めて、大戦期のル・アルディ級との類似性が指摘されている。
機関も戦前型の系譜に属し、ACB/アンドレ缶と、ラトー式タービンによる4缶・2機構成で出力63,000馬力の機関を搭載した。蒸気性状は圧力35 kgf/cm2 (500 lbf/in2)、温度385 °C (725 °F)であった。

## 装備
対空・対水上兵装主体の汎用艦であり、主砲としてはModèle 1948 54口径127mm連装砲を採用、艦首甲板に1基、艦尾甲板および上部構造物上に背負式に1基ずつの計3基を搭載した。Mle.1948はフランス製の両用砲であるが、アメリカ製の54口径5インチ単装速射砲と弾薬の互換性があり、最大発射速度18発/分、最大射程22,000 mの性能を備えていた。高角砲としては、ボフォース社のM/50 60口径57mm連装砲を国産の砲塔と組み合わせたModèle 1951が採用され、艦橋直前と中部上構上に1基ずつ配置された。
一方、対潜兵器については、当初計画ではごくわずかな配慮しかなされておらず、対潜爆雷の投下軌条が設けられたのみであった。対潜戦の要請の増大に伴い、イギリス製のヘッジホッグやスキッドなど対潜迫撃砲の搭載も検討されたものの、結局は、対水上用の550mm魚雷発射管に対潜誘導魚雷の運用能力を付与するのみとなった。

### 改装
1960年代、本級は3グループに分かれて、それぞれ指揮統制能力・防空能力・対潜戦能力のいずれかを強化する改修を受けた。

#### 指揮艦型

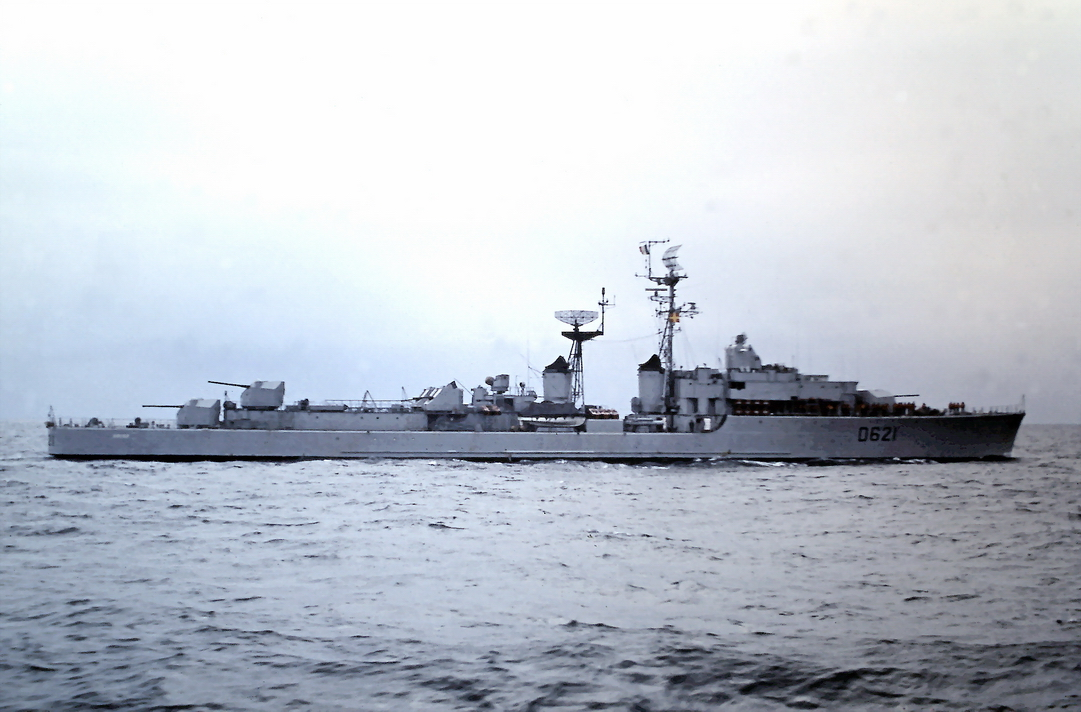
指揮艦改修後の「シュルクーフ」
艦橋構造物が前方に延長されたほか、後部の魚雷発射管が撤去されている。

最初に改修が行われたのが指揮統制能力強化型であり、1960年代初頭、ネームシップを含む3隻が改修を受けた。艦橋直前の57mm砲を撤去、魚雷発射管も減じて、艦橋構造物の拡大および司令部用居住区画の新増設を行っている。

#### 防空型
1962年から1965年にかけて、「ケルサン」以下4隻がターター・システム搭載改修を受けており、ケルサン級とも称される。52・53番砲を撤去してMk.13単装ミサイル発射機を、後部57mm砲を撤去してMk.74 ミサイル射撃指揮装置2基を搭載している。また後檣上のDRBV-11は、システムのメインセンサーとなるAN/SPS-39A 3次元レーダーに換装された。なおこのAN/SPS-39Aは、1968年以降の改修で、AN/SPS-52と同じプレーナアレイ・アンテナ（AN/SPA-72）を用いるAN/SPS-39Bに換装された。この他、防空戦に対応して、SENIT-2戦術情報処理装置も搭載された。
また対潜戦能力も強化されており、51番砲とバーターにModèle 54 6連装375mm対潜ロケット発射機が搭載されているほか、ソナーもDUBV-24に更新されている。

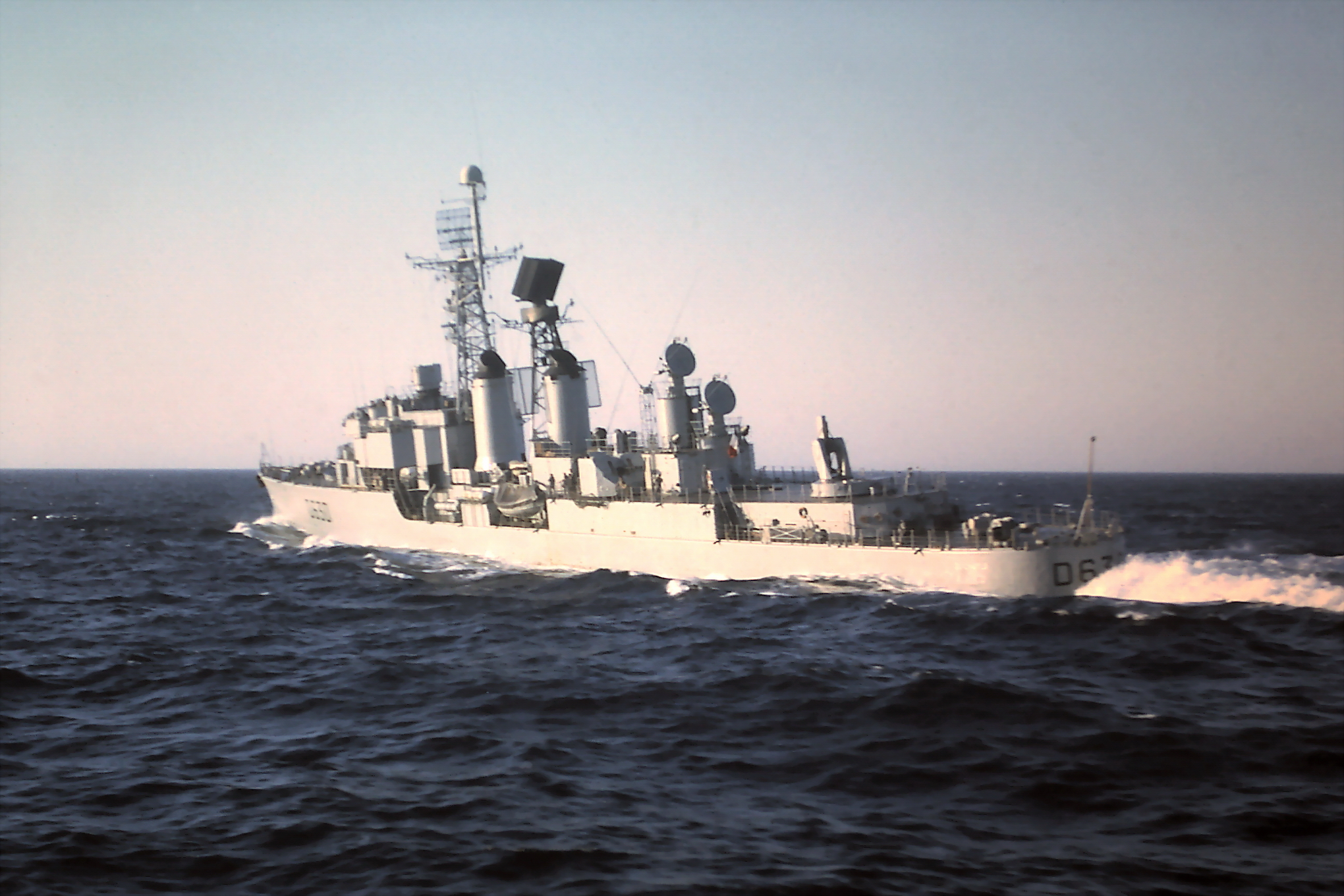
後部から見た防空型改修後の「デュ・シャイラ」 艦体後部にMk.13 ミサイル発射機と、2基のAN/SPG-51 射撃管制レーダー、後部煙突直前に新設されたトラス状マスト上端部にAN/SPS-39 3次元レーダーを装備している。
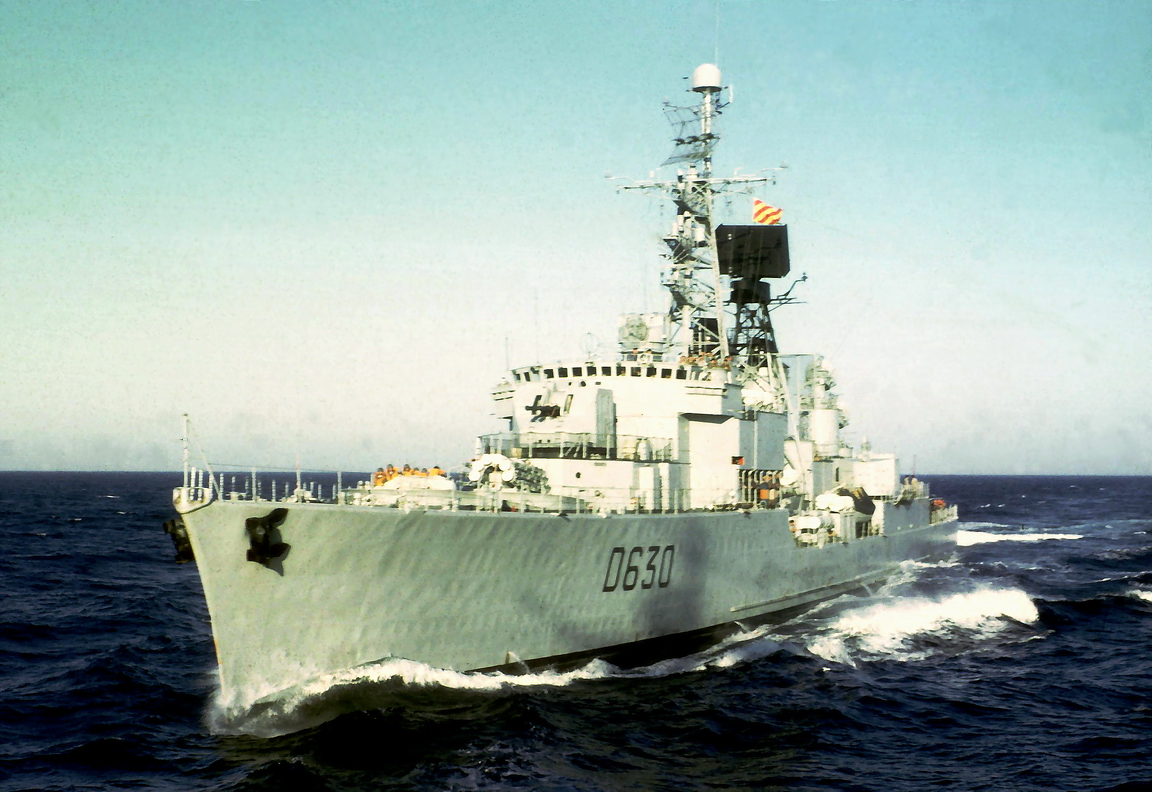
前部から見た防空型改修後の「デュ・シャイラ」 51番砲を撤去し、6連装375mm対潜ロケット砲に換装している。

#### 対潜型

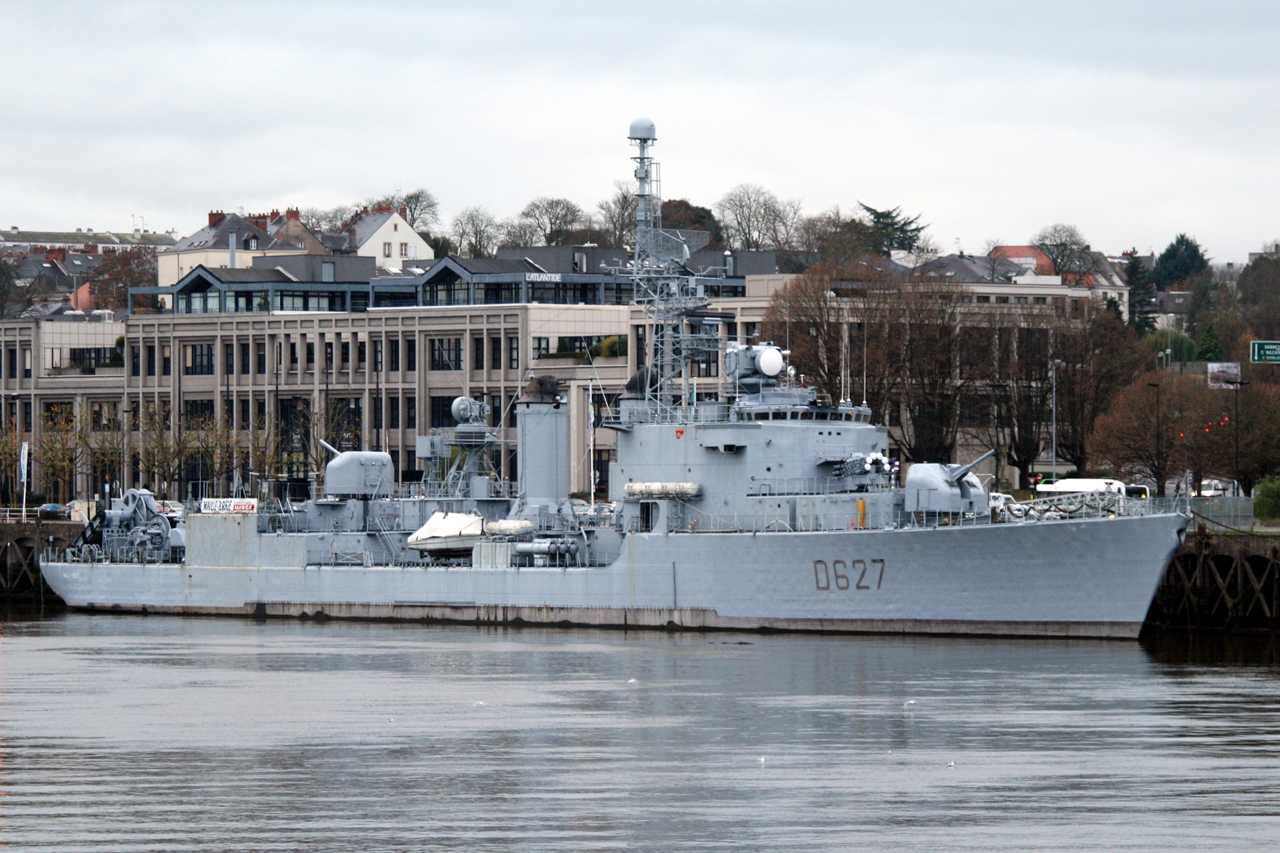
対潜型改修後の「マイレ・ブレゼ」

1968年から1970年にかけて、5隻がASW能力強化改修を受けた。これは、T-47/53型を元に1956年度計画で建造された「ラ・ガリソニエール」（T-56型）とほぼ同等の水測装備・対潜兵器を搭載するものであり、艦橋直前にMle.54 6連装375mm対潜ロケット発射機を、また艦尾甲板にマラフォン対潜ミサイル発射機を設置した。またソナーも低周波のDUBV-23に換装するとともに、可変深度式のDUBV-43も搭載された。ただしヘリコプターは搭載されなかった。
対空・対水上能力も強化されており、対空捜索レーダーはDRBV-22A、低空警戒・対水上捜索レーダーはDRBV-50に更新された。また主砲も、新開発のMle.1953 100mm単装砲に変更されており、砲射撃指揮装置（GFCS）としてDRBC-32Aが艦橋上と中部上構上に1基ずつ搭載された。57mm高角砲はいずれも撤去されている。

### 諸元表
|          | 原型                             | 防空改装後                                      | 対潜改装後                        |
| -------- | -------------------------------- | ----------------------------------------------- | --------------------------------- |
| 兵装     | Mle.48 127mm連装砲×3基           | －                                              | Mle.53 100mm単装砲×2基            |
| 兵装     | Mle.51 57mm連装砲×3基            |                                                 | Mle.53 100mm単装砲×2基            |
| 兵装     | 20mm機銃×4基                     | －                                              | －                                |
| 兵装     | －                               | Mk.13 ミサイル単装発射機×1基 （ターター SAM用） | マラフォン SUM×1基                |
| 兵装     | －                               | Mle.54 6連装375mm対潜ロケット発射機×1基         |                                   |
| 兵装     | 3連装550mm魚雷発射管×4基         | 3連装550mm魚雷発射管×2基                        | 3連装550mm魚雷発射管×2基          |
| レーダー | DRBV-20A 対空捜索用              | DRBV-22A 対空捜索用                             | DRBV-22A 対空捜索用               |
| レーダー | DRBV-11 対空・対水上捜索用       | AN/SPS-39 3次元式                               | DRBV-50 対空・対水上捜索用        |
| レーダー | DRBV-30 航法用                   | DRBV-31 航法用                                  | DRBV-31 航法用                    |
| レーダー | DRBC-11 砲射撃指揮用 (127mm砲用) | AN/SPG-51B×2基 (SAM射撃指揮用)                  | DRBC-32A 砲射撃指揮用 (100mm砲用) |
| レーダー | DRBC-30 砲射撃指揮用 (57mm砲用)  | DRBC-31 砲射撃指揮用 (57mm砲用)                 | DRBC-32A 砲射撃指揮用 (100mm砲用) |
| ソナー   | DUBV-1B 捜索用                   | DUBV-24 捜索用                                  | DUBV-23 捜索用                    |
| ソナー   | DUBA-1B 攻撃用                   |                                                 |                                   |

## 同型艦

### 運用史
指揮艦型3隻は早期に退役し、残る艦も、対潜型はジョルジュ・レイグ級駆逐艦、防空型はカサール級駆逐艦によって更新された。なお防空型のうち2隻のミサイル発射機などは後任のカサール級に転用された。

### 一覧表
| #    | 艦名                                   | 就役           | 改装 | 退役           | その後                                                   |
| ---- | -------------------------------------- | -------------- | ---- | -------------- | -------------------------------------------------------- |
| D621 | シュルクーフ Surcouf                   | 1955年11月1日  | 指揮 | 1971年6月6日   | 1972年5月22日、エグゾセ対艦ミサイルの 標的として海没処分 |
| D622 | ケルサン Kersaint                      | 1956年3月20日  | 防空 | 1985年5月23日  |                                                          |
| D623 | カサール Cassard                       | 1955年4月14日  | 指揮 | 1974年10月1日  |                                                          |
| D624 | ブーヴェ Bouvet                        | 1956年5月13日  | 防空 | 1982年1月1日   | 2013年、解体処分                                         |
| D625 | デュプティ・トゥアール Dupetit-Thouars | 1956年9月15日  | 防空 | 1988年4月      |                                                          |
| D626 | シュヴァリエ・ポール Chevalier Paul    | 1956年12月22日 | 指揮 | 1971年6月      |                                                          |
| D627 | マイレ・ブレゼ Maillé-Brézé            | 1957年5月4日   | 対潜 | 1988年4月1日   | ナントにて博物館船として繋留                             |
| D628 | ヴォークラン Vauquelin                 | 1956年11月3日  | 対潜 | 1986年11月6日  |                                                          |
| D629 | デストレー D'Estrées                   | 1957年3月19日  | 対潜 | 1985年7月3日   | 2001年9月、海没処分                                      |
| D630 | デュ・シャイラ Du Chayla               | 1957年6月4日   | 防空 | 1991年11月15日 | 2001年9月、海没処分                                      |
| D631 | カサビアンカ Casabianca                | 1957年5月4日   | 対潜 | 1984年9月7日   |                                                          |
| D632 | ゲプラット Guépratte                   | 1957年6月6日   | 対潜 | 1985年8月5日   | 1994年11月、海没処分                                     |